# إكسين
إكسين هي منصة باشتراك وشركة إنتاج تركية مملوكة من قبل أجون ميديا.